# Pellonula leonensis
Espèce
Pellonula leonensis, la Spratelle de Guinée, aussi appelée Mimie la go en Côte d'Ivoire, est une espèce de poissons de la famille des Dorosomatidae, originaire d'Afrique de l'Ouest. Mimie la go est pêché dans de mauvaises conditions dans le lac de barrage de Taabo. La qualité inadéquate des filets utilisés fait pêcher les touts petits de cette espèce. Aujourd'hui, Mimie la go est menacé d'extinction, si rien n'est fait pour sauver cette ressource aquatique.
Pour palier à cette extinction de l'espèce, un plan de cogestion de la pêcherie à Mimie la go a été mis en place par le Centre National de Recherche Agronomique (CNRA), la fondation ERANOVE et la Compagnie Ivoirienne d'Electricité (CIE).
Le projet permet d'évaluer les déterminants pour la préservation durable des stocks de cette espèce.

## Description

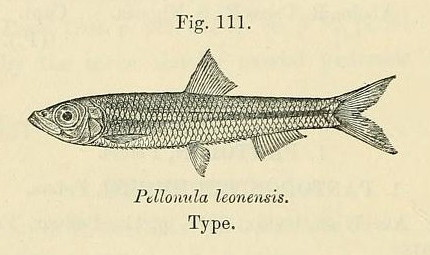
Pellonula leonensis (1916).

Sa taille adulte est généralement comprise entre 12 et 15 cm.

## Répartition
Elle peuple les eaux douces, saumâtres et les lacs, rivières et estuaires de l'ouest et du centre de l’Afrique : notamment dans le parc national de Kainji au Nigeria, le lac de Kossou et le département ivoirien de Taabo
Cette espèce est issue de deux groupes de petits poissons à nageoires rayonnées[Quoi ?] de la famille des Dorosomatidae.

## Alimentation
Son régime alimentaire a été étudié par Ahoutou et al. (2020).

## Pellonula leonensiset l'Homme
Pellonula leonensis est recherchée pour les collections scientifiques et joue un rôle important dans la recherche sur la préservation de la biodiversité.

### Consommation
Cette espèce joue un grand rôle dans l'économie locale. Ce poisson est à la base d'une pêche rentable qui répond véritablement au problème de l'employabilité et à la création de richesse. Elle règle également les défis de la sécurité alimentaire.
Elle est pêchée dans le lac du barrage de Taabo avec la présence de deux pêcheries. Selon le Centre national de recherche agronomique, la production annuelle est de 250 à 270 tonnes.

### Menaces
La pêche dans le lac de Taabo[réf. à confirmer] est considérée comme excessive et menace l'espèce d'extinction si rien n'est fait (Ahoutou et al., 2019).
Notamment, l'utilisation de sennes de très petites mailles pourrait contribuer de façon irréversible à la disparition de l'espèce. Le maillage de la poche des sennes de l'espèce a évolué de 2007 à 2024, entre 3,8 et 7,97 mm à 2,5 mm doublée d'un filet moustiquaire, qui entraîne la capture de spécimens n'ayant pas atteint la taille de recrutement, dont des larves.

## Systématique
Le nom valide complet (avec auteur) de ce taxon est Pellonula leonensis Boulenger, 1916.
Pellonula leonensis a pour synonymes :
- Pellonula afzeliusi miri (Daget, 1954)
- Microthrissa afzeliusi (Johnels, 1954)
- Microthrissa miri Daget, 1954
- Microthrissa normanae Whitehead, 1986
- Microthrissa normani Whitehead, 1986
- Pellonula afseliusi Johnels, 1954
- Pellonula afzelinsi Johnels, 1954
- Pellonula afzeliusi Johnels, 1954
- Pellonula afzeliuzi Johnels, 1954
- Pellonula azeliusi Johnels, 1954
- Pellonula miri (Daget, 1954)
- Pelonula afzeliusi Johnels, 1954
- Pelonula leonensis Boulenger, 1916

## Publication originale
- Boulenger, G. A. (1916). Catalogue of the fresh-water fishes of Africa in the British Museum (Natural History). London. British Museum of Natural History. London. v. 4: i-xxvii + 1-392 [Addenda for vols. 1-4 on pp. 149–336; index for vols. 1-4 is pp. 337–392.].